# 埃林根
埃林根（德語：Ellingen，發音：[ˈɛlɪŋən]）是德国巴伐利亚州中弗兰肯行政区魏森堡-贡岑豪森县的城市，面积31.25平方千米，2023年12月31日人口为4,045人。